# Лиссабонский протокол
Лиссабонский протокол — дополнение к Договору о сокращении стратегических наступательных вооружений (СНВ-I), оговаривающее правовые последствия распада СССР. В частности, присоединение к договору Беларуси, Казахстана и Украины. Подписан в Лиссабоне 23 мая 1992 года Россией, США, Украиной, Беларусью и Казахстаном.

## История
Договор СНВ-1 был подписан, когда парад суверенитетов советских республик вёл к распаду СССР. Всего через полгода после подписания договора СССР прекратил существование. На его территории появились 4 независимых республики, на территории которых находились ядерные вооружения: Россия, Украина, Казахстан, Беларусь. Россия сразу же после ликвидации СССР заявила о продолжении выполнения международных обязательств СССР, в том числе договора СНВ-1. Однако Украина, Казахстан и Беларусь не сохранили за собой каких-либо обязательств СССР.
Решение о вывозе в Россию тактических ядерных боеприпасов было принято вскоре после подписания Беловежских соглашений в виде подписанного 21 декабря 1991 года в Алма-Ате Соглашения о совместных мерах в отношении ядерного оружия. Уже весной 1992 года все тактические ядерные боеприпасы с территории бывшего СССР были вывезены в Россию.
Судьба стратегических ядерных вооружений была решена в рамках подписания Россией, Украиной, Казахстаном, Беларусью и США дополнительного соглашения к СНВ-1, известного как Лиссабонский протокол. Подписание состоялось 23 мая 1992 года в Лиссабоне. Протокол подписали государственный секретарь США, министры иностранных дел России, Беларуси, Казахстана и Украины.
Протокол оговаривал что Беларусь, Казахстан, Россия и Украина являются правопреемниками СССР по условиям Договора СНВ-1. Также протокол оговаривал обязательства Беларуси, Казахстана и Украины в кратчайшие сроки избавиться от ядерных вооружений и присоединиться к Договору о нераспространении ядерного оружия на правах государств, не обладающих ядерным оружием.
Согласно лиссабонским договорённостям, договор СНВ-1 вступал в силу после его ратификации всеми подписантами Лиссабонского протокола.

### Беларусь
4 февраля 1993 года парламент Беларуси ратифицировал Договор СНВ-1 и Лиссабонский протокол. 22 июля 1993 года Беларусь присоединилась к ДНЯО в качестве безъядерного государства. В обмен Беларусь получила средства на ликвидацию боезарядов и их носителей на территории государства в рамках американской Программы совместного уменьшения угрозы («Программа Нанна-Лугара»). Также существовал ряд программ помощи со стороны Германии, Швеции и Японии по повышению уровня безопасности на ядерно-опасных объектах Беларуси.

### Казахстан
2 июля 1992 года парламент Казахстана ратифицировал Договор СНВ-1 и Лиссабонский протокол. 12 февраля 1994 года Казахстан присоединился к ДНЯО в качестве безъядерного государства. Так как на территории республики оказалось множество ядерно-опасных объектов, включая объекты с высокообогащённым ураном и плутонием, Казахстан получил ряд программ и сделок по снижению опасности, исходящей от них. В их числе была помощь в рамках программы Нанна-Лугара (85 млн долларов) и выкуп США высокообогащённого урана.

### Украина
Несмотря на заявленный ещё в 1991 году Верховной Радой безъядерный статус Украины позиция Украины при ратификации Лиссабонского протокола и договора СНВ-I оказалась более сложной. Компенсацию за безъядерный статус правительство Украины оценивало в $2,8 млрд и требовало гарантий безопасности от всех держав, официально обладающих ядерным оружием (России, США, Великобритании, Франции и Китая). 18 ноября 1993 года Верховная Рада ратифицировала Договор СНВ-1 с односторонними изменениями, которые оговаривали сохранение за Украиной ядерных вооружений. США и Россия не приняли эту ратификацию. После интенсивных переговоров 3 февраля 1994 года Верховная Рада ратифицировала оригинальные Договор СНВ-1 и Лиссабонский протокол. 16 ноября 1994 года Верховная Рада приняла закон о присоединении к ДНЯО в качестве безъядерного государства, который вступал в силу после предоставления ядерными государствами гарантий безопасности и другими оговорками. В качестве компенсации Украина получила порядка 500 млн долларов по программе Нанна-Лугара. Также США увязали заключение контракта по соглашению ВОУ-НОУ с поставками Россией ядерного топлива для украинских АЭС на сумму 160 млн долларов в качестве компенсации за ядерное оружие.

### Россия
Россия ратифицировала Договор СНВ-1 и Лиссабонский протокол 4 ноября 1992 года.

## Язык
Документ был подписан в пяти экземплярах, каждый на английском, белорусском, казахском, русском и украинском языках. Все тексты имеют одинаковую силу: рабочими языками для деятельности в связи с протоколом являются английский и русский.

## Подписавшиеся
Договор подписали представители каждой из стран — министры иностранных дел или лица, исполняющие их обязанности:
- За Республику Беларусь — Пётр Кравченко;
- За Республику Казахстан — Тулеген Жукеев;
- За Российскую Федерацию — Андрей Козырев;
- За Украину — Анатолий Зленко;
- За Соединённые Штаты Америки — Джеймс Бейкер.